# Пустинь
Пустинь — це особливий тип самостійного православного чоловічого монастиря, заснований в малолюдному «пустельному» місці, подалі від людей. Пустині як правило виникали на основі скитів.

## Зміст слова
По своїй суті пустинь — це малолюдне місце, куди йшов жити і молитися пустельник. Якщо на цьому місті в подальшому виникав скит, і далі монастир, місце також іменувалося пустинню. Хоча, не всякий скит на місці проживання 1–2 монахів стає називатися пустинню.
|                                                                 | ПУ́СТИНЬ, і, жін., заст. 1. Відлюдне місце, де жив пустельник. 2. Невеликий монастир у відлюдній місцевості. |
| — Словник української мови: в 11 томах. — Том 8, 1977. — С. 399 | |

## Пустині в Україні
Київ та Київська область
- Китаївська пустинь
- Голосіївська пустинь

Сумська область
- Глинська пустинь
- Михайлівська пустинь